# Juozas Bernatonis

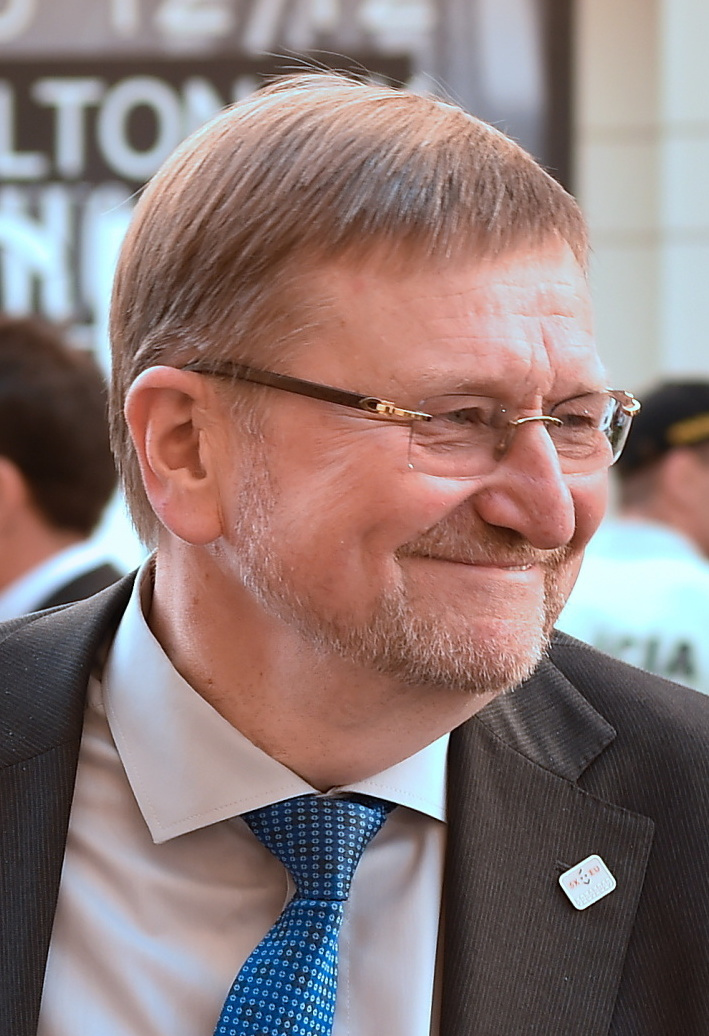
Juozas Bernatonis (2016)

Juozas Bernatonis (* 8. September 1953 in Kaunas) ist ein litauischer sozialdemokratischer Politiker und Diplomat, ehemaliger Innen- und Justizminister.

## Ausbildung
Nach dem Abitur 1971 in der 7. Mittelschule Kaunas absolvierte Juozas Bernatonis das Diplomstudium der Chemietechnologie am Polytechnischen Institut und von 1987 bis 1990 die Aspirantur und promovierte an der Politischen Hochschule Prag. 2002 absolvierte er das Jurastudium an der Abteilung für Fernstudium der Rechtsfakultät der Universität Vilnius.

## Tätigkeit
Von 1996 bis 2004 und von 2016 bis 2020 war Juozas Bernatonis Mitglied des Seimas (von 1993 bis 1996 stellvertretender Seimas-Präsident), danach Berater und Referent des Präsidenten und Premierministers Algirdas Brazauskas, von 2001 bis 2003 Innenminister Litauens, Hochschullehrer an den Universitäten MRU und Vilnius.
April 2007 verzichtete Juozas Bernatonis auf das Mandat des Seimas-Mitglieds und wurde zum Botschafter in Estland ernannt. Vom 13. Dezember 2012 bis zum 13. Dezember 2016 war er Justizminister Litauens.
Ab 2015 war er stellvertretender Parteivorsitzender der LSDP, Stellvertreter von Algirdas Butkevičius. Seit 2018 ist er stellvertretender Parteivorsitzender der LSDDP, Stellvertreter von Gediminas Kirkilas.